# إيرني بيتيرس
إيرني بيتيرس (بالإنجليزية: Ernie Pieterse)‏ هو سائق سباق جنوب أفريقي، ولد في 4 يوليو 1938 في Parow, South Africa ‏ في جنوب أفريقيا، وتوفي في 1 نوفمبر 2017 في جوهانسبرغ في جنوب أفريقيا.